# ショートソード
ショートソードは、西洋の歩兵が扱った剣の一種である。

## 概要

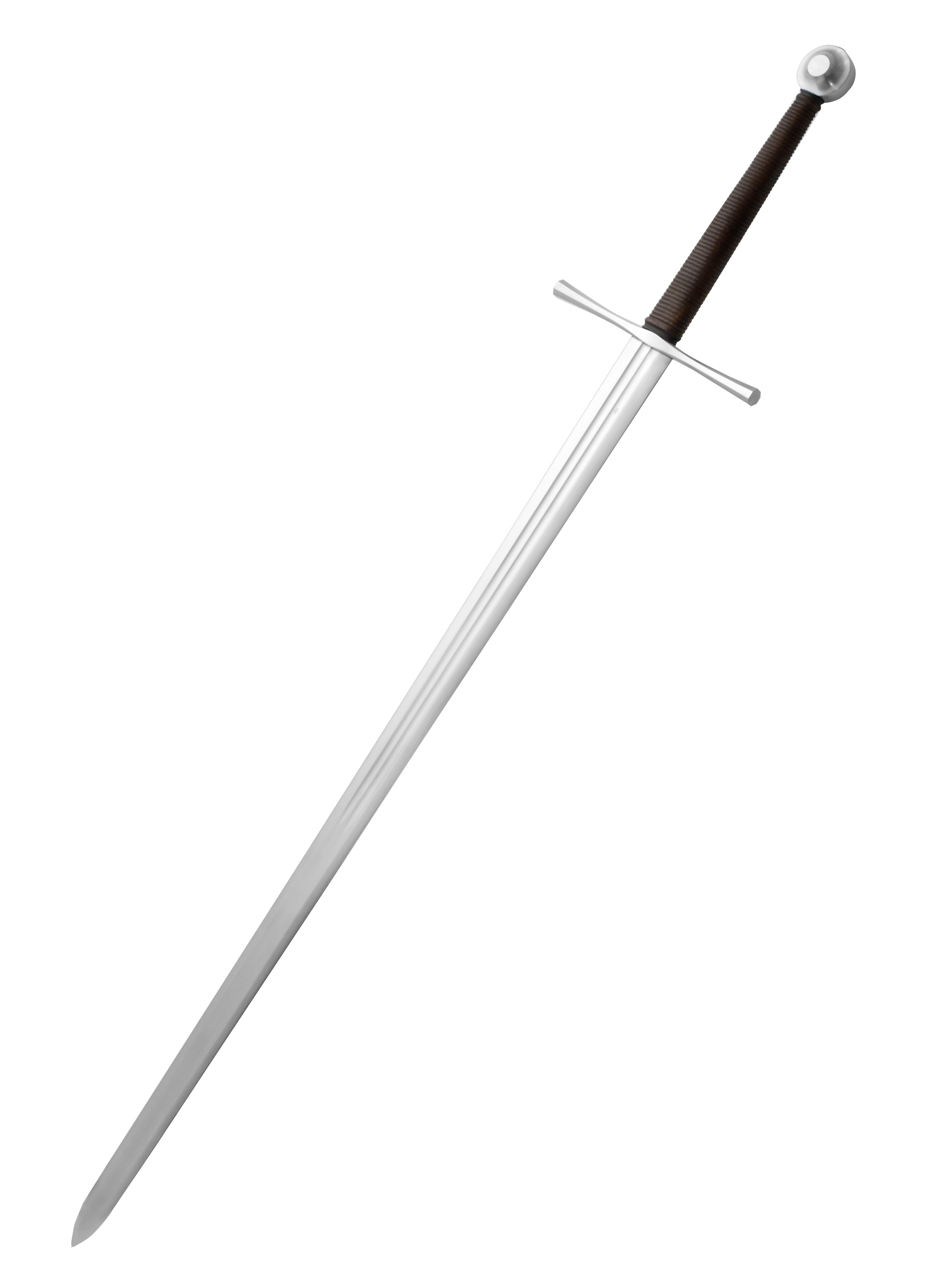
両刃の剣（レプリカ）、中世ヨーロッパ

### ロングソードの誕生
そもそも、ロングソードはかなり広義の意味を持つので、いくつか解釈が存在する。
1. かつてショートソードは単に剣（ソード）と呼ばれていた。しかし、騎兵が現れるようになると剣では馬上から歩兵に届かなくなった。長い剣を作ると重量も増すため扱いづらく、かといって細長く作ると強度が足りず、馬上で扱える剣を作ることはできなかった。そのため、当分のあいだは槍や矛が騎兵の武器とされたが、冶金技術の向上により細長くても十分な強度を持つ剣を作ることができるようになった。騎兵が馬上から突くための剣、これがロングソードの誕生である[1]（刀身長の長めの片手剣を意味する場合）。
2. 13世紀ごろからの甲冑の発達により、防御をある程度甲冑に依存させることで使用可能となった[2]（両手持ちの長剣を意味する場合）。

前者は主にTRPGや創作物において使用される定義であり、欧州の伝統剣術の世界では「ロングソード」といった場合、両手剣を意味するほうが一般的である。

### ロングソードとの区別
騎兵用の剣が比較的長めの刀身を持つのに対し、密集方陣を組んで敵味方が掴み合いができるほどの距離で戦う歩兵の場合、とり回しがよく周囲の味方を傷つけにくい短めの剣が好まれた。ただし、歩兵戦闘においても乱戦状態で1対1の戦闘が散発するのを好むゲルマン人などは比較的刀身の長めの剣を使用していたため、ショートソードを歩兵用、ロングソードを騎兵用と分類するのは誤りである。
刀剣の長短の定義は原則的には用者の体格との対比となるので、騎乗時のみの使用を前提とした刀剣はほぼ存在せず、下馬して歩兵として使用する場合（歩兵時）でも扱えることを目的とした剣も多数あり、ショートソードとロングソードを明確に区別することはできない。また、ショートソードとナイフも「歩兵が片手で使う刃物」であるため両者を長さで区別することはできない。

### 片手剣
ショートソードは刀身長が短めの剣を指すため、原則的には片手剣である。大型の盾とともに用いられることが多い。基本的には軽量で取り回しがよいものが多いが、突きの威力の増大や切断能力を増すために重めに作られたものも存在する。また、屋内や洞窟などの閉所での戦闘を目的とした場合や、船上などでも使用されることが多い。ショートソードは補助武器として携帯されたほか、メンアットアームズを下馬して戦わせる際のメインウェポンとして盾とともに用いられた。
こうしたショートソードは14世紀から16世紀にかけて全盛し、徒歩で戦う場合に用いられた。刺突や乱戦を考慮して短く、丈夫に作られている。

## 代表的なショートソード
古代ローマのグラディウスや中世ヨーロッパのスクラマサクスなどがよく知られている。
近世においてはカリブ海沿岸で広く使用されたカットラスなどが有名である。